# Skippy
Skippy es una de las primeras películas nominadas al Óscar a la mejor película, en 1931. El guion corrió a cargo de Joseph L. Mankiewicz, Don Marquis, Norman Z. McLeod y Sam Mintz basado en la tira de prensa Skippy de Percy Crosby.
La película estuvo protagonizada por Jackie Cooper, Robert Coogan, Mitzi Green y Jackie Searl. El director Norman Taurog ganó el Óscar a la mejor dirección. La película sirvió de inspiración de Sooky, que era el nombre del personaje interpretado por Robert Coogan.

## Trama
Skippy es un niño de nueve años que no para de hacer travesuras. Su nuevo amigo Sooky, un niño pobre, le acompaña en sus aventuras.

## Reparto
- Jackie Cooper como Skippy Skinner.
- Robert Coogan como Sooky Wayne.
- Mitzi Green como Eloise.
- Jackie Searl como Sidney.
- Willard Robertson como Dr. Herbert Skinner
- Enid Bennett como Sra. Ellen Skinner.
- Donald Haines como Harley Nubbins.
- Jack Rube Clifford como Sr. Nubbins, empleado de la perrera.
- Helen Jerome Eddy como Sra. Wayne
- Guy Oliver como Dad Burkey.